# Henrik Lundbak
Henrik Lundbak (født 1954 i København) er en dansk historiker, overinspektør ved Nationalmuseet og fhv. konstitueret leder af Frihedsmuseet.

## Uddannelse
Lundbak er klassisk-sproglig student fra Øregård Gymnasium 1973 og blev 1978 ansat ved Frihedsmuseet som studentermedhjælper. I 1983 tog han hovedfagseksamen i historie ved Københavns Universitet på et speciale om København og Malmø i reformationstiden 1516-36. Han var fra 1985 på studieophold ved Det Danske Institut for Videnskab og Kunst i Rom og i 1994 bestod han grunduddannelsen i italiensk ved Københavns Universitet (Åbent Universitet). I 2001 blev Lundbak dr.phil. ved Københavns Universitet på afhandlingen: Statens stærk og folket frit. Dansk Samling mellem fascisme og modstandskamp 1936-47.

## Karriere
I 1984 blev Lundbak museumsinspektør ved Frihedsmuseet, fra 1985 på fuld tid. I 1989-90 deltog han i en projektgruppe bag det interaktive videosystem Danmarks Frihedskamp 1940-45, som var et pilotprojekt for indførelsen af interaktive publikumsfaciliteter i Nationalmuseets udstillinger. Dernæst deltog han 1990-95 i planlægningen og gennemførelsen af en fuldstændig nyopstilling af Frihedsmuseets faste udstilling.
I 1998 blev Lundbak seniorforsker og repræsenterede frem til 2000 Frihedsmuseet i styregruppen for CAMPII-projektet for digitalisering af arkivmateriale vedr. tidligere koncentrationslejrfanger. Projektet medfinansieredes af EU-Kommissionen.
Lundbak har 2004-05 været deltager i projektgruppen bag Nationalmuseets særudstilling Spærretid og 2008-12 projektleder for opbygningen af Frihedsmuseets Modstandsdatabase. I 2011 blev han ansvarlig for databaseregistrering og digitalisering af Frihedsmuseets arkiv og 2013 konstitueret som leder af Frihedsmuseet.
I 2022 fik Lundbak opsagt sin stilling på Frihedsmuseet på grund af nedskæringer.